# Irving Weissman
Irving Lerner Weissman (Great Falls, Montana, 21 de outubro de 1939) é um professor de patologia e biologia do desenvolvimento da Universidade Stanford.

## Condecorações
- 2008 Prêmio Robert Koch
- 2008 Prêmio Rosenstiel
- 2013 Medalha Max Delbrück
- 2019 Prêmio Centro Médico Albany